# Charlie Is My Darling (film)
Charlie Is My Darling je dokumentární film režiséra Petera Whiteheada z roku 1966. Jedná se o debutový dokument britské rockové skupiny The Rolling Stones, který byl zaznamenán na druhém irském turné skupiny v roce 1965. Film sloužil jako test promítacího plátna, aby bylo vidět, jak se jejich hudební charisma promění ve film. Film měl premiéru na mezinárodním filmovém festivalu v Mannheimu v roce 1966. V roce 2012 byl film digitálně zremastrován, byl znovu uveden do kin a vyšel na DVD.

## Písně
1. "Everybody Needs Somebody To Love"
2. "Pain In My Heart"
3. "Down The Road Apiece"
4. "Time Is On My Side"
5. "Im Alright"
6. "Off The Hook"
7. introdukce následující písně (Charlie Watts)
8. "Little Red Rooster"
9. "Route 66"
10. "Im Moving On"
11. "The Last Time"
12. "Everybody Needs Somebody To Love"